# Mesomyia sulcifrons
Mesomyia sulcifrons är en tvåvingeart som först beskrevs av Ferguson 1921.  Mesomyia sulcifrons ingår i släktet Mesomyia och familjen bromsar. Inga underarter finns listade i Catalogue of Life.